# 떠나보고서
《떠나보고서》는 대한민국의 여행 텔레비전 프로그램으로, 2017년부터 방영되고 있다.

## 출연
- 권현빈
- 지수
- 임영민
- 김동현